# Quinto di Treviso
Quinto di Treviso – miejscowość i gmina we Włoszech, w regionie Wenecja Euganejska, w prowincji Treviso.
Według danych na rok 2004 gminę zamieszkiwało 9286 osób, 515,9 os./km².